# 11670 Fountain
11670 Fountain (1998 AU9) là một tiểu hành tinh vành đai chính được phát hiện ngày 6 tháng 1 năm 1998 bởi M. W. Buie ở trạm Anderson Mesa thuộc Đài thiên văn Lowell.